# جاك ناغل
جاك ناغل (بالإنجليزية: Jack Nagel)‏ هو عالم سياسة أمريكي، ولد في 1944.